# Fokker V.8
Fokker V.8 era un avión de cinco alas construido por Fokker para la fuerza aérea alemana durante la Primera Guerra Mundial.
Después del éxito inicial del triplano Fokker Dr.I, Anthony Fokker propuso un «quintuplano», razonando que si tres alas eran buenas, cinco serían aún mejores. Reinhold Platz, ingeniero jefe de Fokker, al principio se sorprendió con la idea: una reflexión más profunda no hizo más que reforzar esta reacción. Sin embargo, la aeronave fue construida. Utilizando algunas partes del Fokker V.6, Platz diseñó una máquina con tres alas en el extremo delantero de la aeronave y un par de alas en el medio del fuselaje, las alas del biplano en el medio del fuselaje colocadas donde sus bordes de ataque estaban prácticamente iguales con el extremo trasero enroscándose en el fuselaje. Se instalaron superficies de control equilibradas en los alerones superiores; los delanteros actuando como alerones convencionales y los traseros trabajando con los elevadores.
El piloto estaba sentado justo delante de las alas del biplano. Al igual que el «V.6», estaba propulsado por un motor Mercedes de 120 CV (90 kW) refrigerado por agua. Fokker, que fue su propio piloto de pruebas, realizó dos breves vuelos en octubre de 1917, tras los cuales fue abandonado. El Fokker V.8 estaba propulsado por un motor Mercedes de 119 kW (160 CV).
Platz consideraba el avión como una monstruosidad, tanto que, más tarde, sólo hablaría de él a regañadientes y no le gustaba que se le atribuyera su diseño.